# Rappresentanze della Santa Sede presso le organizzazioni intergovernative
Oltre che con numerose nazioni la Santa Sede intrattiene relazioni di diverso tipo con numerose organizzazioni intergovernative.

## Agenzia internazionale per l'energia atomica
La Santa Sede e l'Agenzia internazionale per l'energia atomica intrattengono relazioni bilaterali dal 1957.

### Cronotassi dei rappresentanti permanenti
- Giovanni Ceirano (1988 - 21 dicembre 1989 nominato nunzio apostolico in Papua Nuova Guinea)
- Donato Squicciarini (9 gennaio 1990 - 1994 dimesso)
- Mario Zenari (15 giugno 1994 - 12 luglio 1999 nominato nunzio apostolico in Niger)
- Dominique Rézeau (1999 - 2001 dimesso)
- Leo Boccardi (17 marzo 2001 - 16 gennaio 2007 nominato nunzio apostolico in Sudan)
- Michael Wallace Banach (22 gennaio 2007 - 22 febbraio 2013 nominato nunzio apostolico)
- Janusz Urbańczyk (12 gennaio 2015 - 25 gennaio 2024 nominato nunzio apostolico in Zimbabwe)
- Richard Allen Gyhra, dal 1º luglio 2024

## Associazione delle Nazioni del Sud-est asiatico
La Santa Sede e l'Associazione delle Nazioni del Sud-est asiatico intrattengono relazioni bilaterali dal 18 giugno 2011.

### Cronotassi dei nunzi apostolici
- Leopoldo Girelli (18 giugno 2011 - 13 settembre 2017 nominato nunzio apostolico in Israele e delegato apostolico a Gerusalemme e in Palestina)
- Piero Pioppo, dal 19 marzo 2018

## Comitato internazionale di medicina militare
La Santa Sede e il Comitato internazionale di medicina militare intrattengono relazioni bilaterali.

### Cronotassi dei delegati
- Adolphe Vander Perre (1988 - 1998 dimesso)
- Luc De Maere (1998 - 18 dicembre 2011 deceduto)
- Robrecht Boone, dal 18 ottobre 2012

## Commissione internazionale dello stato civile
La Santa Sede e la Commissione internazionale dello stato civile intrattengono relazioni bilaterali dal 2014.

### Cronotassi degli osservatori
- Paolo Rudelli, dal 20 settembre 2014

## Comunità caraibica
La Santa Sede e la Comunità caraibica intrattengono relazioni bilaterali dal 2015.

### Cronotassi dei rappresentanti permanenti
- Nicola Girasoli (2015 - 16 giugno 2017 nominato nunzio apostolico in Perù)

## Comunità economica degli Stati dell'Africa occidentale
La Santa Sede e la Comunità economica degli Stati dell'Africa occidentale intrattengono relazioni bilaterali dal 2013.

### Cronotassi degli osservatori permanenti
- Augustine Kasujja (13 dicembre 2013 - 12 ottobre 2016 nominato nunzio apostolico in Belgio)
- Antonio Guido Filipazzi (24 ottobre 2017 - 8 agosto 2023 nominato nunzio apostolico in Polonia)

## Consiglio d'Europa
La Santa Sede e il Consiglio d'Europa intrattengono relazioni bilaterali dal 7 marzo 1970.

### Cronotassi degli osservatori permanenti
- Justo Mullor García (1975 - 21 marzo 1979 nominato arcivescovo titolare di Mérida Augusta)
- Fortunato Baldelli (1979 - 12 febbraio 1983 nominato delegato apostolico in Angola)
- Luigi Bressan (1983 - 3 aprile 1989 nominato nunzio apostolico in Pakistan)
- Carlo Maria Viganò (1989 - 3 aprile 1992 nominato nunzio apostolico in Nigeria)
- Celestino Migliore (3 aprile 1992 - 16 dicembre 1995 nominato sottosegretario per i Rapporti con gli Stati)
- Michael Aidan Courtney (30 dicembre 1995 - 18 agosto 2000 nominato nunzio apostolico in Burundi)
- Paul Richard Gallagher (2000 - 22 gennaio 2004 nominato nunzio apostolico in Burundi)
- Vito Rallo (28 gennaio 2004 - 12 giugno 2007 nominato nunzio apostolico in Burkina Faso e Niger)
- Aldo Giordano (7 giugno 2008 - 26 ottobre 2013 nominato nunzio apostolico in Venezuela)
- Paolo Rudelli (20 settembre 2014 - 3 settembre 2019 nominato nunzio apostolico)
- Marco Ganci, dal 21 settembre 2019

## Istituto internazionale per l'unificazione del diritto privato
La Santa Sede e l'Istituto internazionale per l'unificazione del diritto privato intrattengono relazioni bilaterali.

### Cronotassi dei delegati
- Prof. Pio Ciprotti (? - 1993 dimesso)
- Prof. Tommaso Mauro (1995 - 2001 dimesso)
- Prof. Giuseppe Dalla Torre del Tempio di Sanguinetto (2001 - 2015)
- Dott. Paolo Papanti-Pelletier, dal 2015

## Organizzazione degli Stati Americani
La Santa Sede e l'Organizzazione degli Stati Americani intrattengono relazioni bilaterali.

### Cronotassi degli osservatori permanenti
- Jean Jadot (1978 - 27 giugno 1980 nominato pro-presidente del Segretariato per i non cristiani)
- Pio Laghi (10 dicembre 1980 - 6 aprile 1990 nominato pro-prefetto della Congregazione per l'educazione cattolica (dei seminari e degli istituti di studi))
- Agostino Cacciavillan (1990 - 5 novembre 1998 nominato presidente dell'Amministrazione del patrimonio della Sede Apostolica)
- Gabriel Montalvo Higuera (27 dicembre 1998 - 17 dicembre 2005 ritirato)
- Pietro Sambi (17 dicembre 2005 - 27 luglio 2011 deceduto)
- Francis Assisi Chullikatt (maggio 2012 - 1º luglio 2014 dimesso)
- Bernardito Cleopas Auza (16 luglio 2014 - ?)
- Mark Gerard Miles (31 agosto 2019 - 5 febbraio 2021 nominato nunzio apostolico in Benin)
- Juan Antonio Cruz Serrano, dal 5 febbraio 2021

## Organizzazione della Lega degli Stati Arabi
La Santa Sede e l'Organizzazione della Lega degli Stati Arabi intrattengono relazioni bilaterali dal 2000.

### Cronotassi dei delegati apostolici
- Paolo Giglio (2001 - 5 febbraio 2002 ritirato)
- Marco Dino Brogi, O.F.M. (5 febbraio 2002 - 27 gennaio 2006 nominato consultore della Segreteria di Stato)
- Michael Louis Fitzgerald, M. Afr. (15 febbraio 2006 - 23 ottobre 2012 ritirato)
- Jean-Paul Aimé Gobel (5 gennaio 2013 - 5 febbraio 2015 dimesso)
- Bruno Musarò (5 febbraio 2015 - 29 agosto 2019 nominato nunzio apostolico in Costa Rica)
- Nicolas Henry Marie Denis Thévenin, dal 4 novembre 2019

## Organizzazione delle Nazioni Unite
La Santa Sede e l'Organizzazione delle Nazioni Unite intrattengono relazioni bilaterali dal 1964.

### Cronotassi degli osservatori permanenti
- Alberto Giovannetti (1964 - 1973 dimesso)
- Giovanni Cheli (25 luglio 1973 - 18 settembre 1986 nominato pro-presidente del Pontificio consiglio della pastorale per i migranti e gli itineranti)
- Renato Raffaele Martino (3 dicembre 1986 - 1º ottobre 2002 nominato presidente del Pontificio consiglio della giustizia e della pace)
- Celestino Migliore (30 ottobre 2002 - 30 giugno 2010 nominato nunzio apostolico in Polonia)
- Francis Assisi Chullikatt (17 luglio 2010 - 1º luglio 2014 dimesso)
- Bernardito Cleopas Auza (1º luglio 2014 - 1º ottobre 2019 nominato nunzio apostolico in Spagna e Andorra).
- Gabriele Giordano Caccia, dal 16 novembre 2019

## Organizzazione delle Nazioni Unite per l'alimentazione e l'agricoltura
La Santa Sede e l'Organizzazione delle Nazioni Unite per l'alimentazione e l'agricoltura intrattengono relazioni bilaterali dal 23 novembre 1948.

### Cronotassi degli osservatori permanenti
- Agostino Ferrari Toniolo (1988 - 1º ottobre 1992 ritirato)
- Alois Wagner (1º ottobre 1992 - 8 luglio 1999 ritirato)
- Agostino Marchetto (8 luglio 1999 - 6 novembre 2001 nominato segretario del Pontificio consiglio della pastorale per i migranti e gli itineranti)
- Renato Volante (19 giugno 1992 - 5 gennaio 2011 dimesso)
- Luigi Travaglino (5 gennaio 2011 - 12 febbraio 2015 dimesso)
- Fernando Chica Arellano, dal 12 febbraio 2015

## Organizzazione delle Nazioni Unite per l'educazione, la scienza e la cultura
La Santa Sede e l'UNESCO intrattengono relazioni bilaterali dal maggio 1951.

### Cronotassi degli osservatori permanenti
- Angelo Roncalli (maggio 1951 - 1953 dimesso)

...
- Lorenzo Frana (1988 - 2002 dimesso)
- Francesco Follo (11 maggio 2002 - 2021 ritirato)
- Eric Soviguidi, dal 30 novembre 2021

## Organizzazione delle Nazioni Unite per lo sviluppo industriale
La Santa Sede e l'UNESCO intrattengono relazioni bilaterali.

### Cronotassi degli osservatori permanenti
- Giovanni Ceirano (1988 - 21 dicembre 1989 nominato nunzio apostolico in Papua Nuova Guinea)
- Donato Squicciarini (9 gennaio 1990 - 1994 dimesso)
- Mario Zenari (15 giugno 1994 - 12 luglio 1999 nominato nunzio apostolico in Niger)
- Dominique Rézeau (1999 - 2001 dimesso)
- Leo Boccardi (17 marzo 2001 - 16 gennaio 2007 nominato nunzio apostolico in Sudan)
- Michael Wallace Banach (22 gennaio 2007 - 22 febbraio 2013 nominato nunzio apostolico)
- Janusz Urbańczyk (12 gennaio 2015 - 25 gennaio 2024 nominato nunzio apostolico in Zimbabwe)
- Richard Allen Gyhra, dal 1º luglio 2024

## Organizzazione internazionale per le migrazioni
La Santa Sede e l'Organizzazione internazionale per le migrazioni intrattengono relazioni bilaterali dal 2011.

### Cronotassi dei rappresentanti
- Silvano Maria Tomasi, C.S., (2011 - 13 febbraio 2016 ritirato)
- Ivan Jurkovič (13 febbraio 2016 - 5 giugno 2021 nominato nunzio apostolico in Canada)
- Fortunatus Nwachukwu (17 dicembre 2021 - 15 marzo 2023 nominato segretario della sezione per la prima evangelizzazione e le nuove Chiese particolari del Dicastero per l'evangelizzazione)
- Ettore Balestrero, dal 21 giugno 2023

## Organizzazione mondiale del commercio
La Santa Sede e l'Organizzazione mondiale del commercio intrattengono relazioni bilaterali dal 1997.

### Cronotassi degli osservatori permanenti
- Giuseppe Bertello (1997 - 27 dicembre 2000 nominato nunzio apostolico in Messico)
- Diarmuid Martin (17 gennaio 2001 - 3 maggio 2003 nominato arcivescovo coadiutore di Dublino)
- Silvano Maria Tomasi, C.S. (10 giugno 2003 - 13 febbraio 2016 ritirato)
- Ivan Jurkovič (13 febbraio 2016 - 5 giugno 2021 nominato nunzio apostolico in Canada)
- Fortunatus Nwachukwu (17 dicembre 2021 - 15 marzo 2023 nominato segretario della sezione per la prima evangelizzazione e le nuove Chiese particolari del Dicastero per l'evangelizzazione)
- Ettore Balestrero, dal 21 giugno 2023

## Organizzazione mondiale del turismo
La Santa Sede e l'Organizzazione mondiale del turismo intrattengono relazioni bilaterali.

### Cronotassi degli osservatori permanenti
- Pietro Fantò (1988 - 1993 dimesso)
- Piero Monni (1993 - 31 gennaio 2005 dimesso)
- Francesco Giovanni Brugnaro (31 gennaio 2005 - 3 settembre 2007 nominato arcivescovo di Camerino-San Severino Marche)
- Manuel Monteiro de Castro (7 dicembre 2007 - 3 luglio 2009 nominato segretario della Congregazione per i vescovi)
- Renzo Fratini (20 agosto 2009 - 27 febbraio 2016 dimesso)
- Maurizio Bravi (27 febbraio 2016 - 15 gennaio 2025 nominato nunzio apostolico in Papua Nuova Guinea e Isole Salomone)

## Organizzazione per l'applicazione del trattato per il bando completo degli esperimenti nucleari
La Santa Sede e l'Organizzazione per l'applicazione del trattato per il bando completo degli esperimenti nucleari intrattengono relazioni bilaterali.

### Cronotassi dei rappresentanti permanenti
- Janusz Urbańczyk (luglio 2021 - 25 gennaio 2024 nominato nunzio apostolico in Zimbabwe)[1]
- Richard Allen Gyhra, dal 1º luglio 2024

## Organizzazione per la proibizione delle armi chimiche
La Santa Sede e l'Organizzazione per la proibizione delle armi chimiche intrattengono relazioni bilaterali.

### Cronotassi dei rappresentanti permanenti
- André Dupuy (15 dicembre 2011 - 21 marzo 2015 ritirato)
- Aldo Cavalli, dal 21 marzo 2015

## Organizzazione per la sicurezza e la cooperazione in Europa
La Santa Sede e l'Organizzazione per la sicurezza e la cooperazione in Europa intrattengono relazioni bilaterali dal 1994.

### Cronotassi degli osservatori permanenti
- Mario Zenari (15 giugno 1994 - 12 luglio 1999 nominato nunzio apostolico in Niger)
- Dominique Rézeau (1999 - 2001 dimesso)
- Leo Boccardi (17 marzo 2001 - 16 gennaio 2007 nominato nunzio apostolico in Sudan)
- Michael Wallace Banach (22 gennaio 2007 - 22 febbraio 2013 nominato nunzio apostolico)
- Janusz Urbańczyk (12 gennaio 2015 - 25 gennaio 2024 nominato nunzio apostolico in Zimbabwe)
- Richard Allen Gyhra, dal 1º luglio 2024

## Programma delle Nazioni Unite per gli insediamenti umani
La Santa Sede e il Programma delle Nazioni Unite per gli insediamenti umani intrattengono relazioni bilaterali dal 1997.

### Cronotassi degli osservatori permanenti
- Giovanni Tonucci (9 settembre 1996 - 16 ottobre 2004 nominato nunzio apostolico in Svezia, Danimarca, Finlandia, Islanda, Norvegia)
- Alain Paul Charles Lebeaupin (14 gennaio 2005 - 23 giugno 2012 nominato nunzio apostolico presso l'Unione europea)
- Charles Daniel Balvo (17 gennaio 2013 - 21 settembre 2018 nominato nunzio apostolico nella Repubblica Ceca)
- Hubertus Matheus Maria van Megen, dal 25 maggio 2019

## Ufficio delle Nazioni Unite ed Istituzioni specializzate a Ginevra
La Santa Sede nomina un proprio osservatore presso l'Ufficio delle Nazioni Unite e Istituzioni specializzate a Ginevra.

### Cronotassi degli osservatori permanenti
- Henri de Rietmatten (1967 - 1971 dimesso)
- Silvio Luoni (1971 - 15 maggio 1978 nominato pro-nunzio apostolico in Thailandia e delegato apostolico Laos, Malesia e Singapore)
- Jean-Édouard-Lucien Rupp (13 luglio 1978 - 5 luglio 1980 ritirato)
- Edoardo Rovida (7 marzo 1981 - 26 gennaio 1985 nominato nunzio apostolico in Svizzera)
- Justo Mullor García (3 maggio 1985 - 30 novembre 1991 nominato nunzio apostolico in Estonia, Lettonia e Lituania)
- Paul Fouad Naïm Tabet (14 dicembre 1991 - marzo 1995 dimesso)
- Giuseppe Bertello (marzo 1995 - 27 dicembre 2000 nominato nunzio apostolico in Messico)
- Diarmuid Martin (17 gennaio 2001 - 3 maggio 2003 nominato arcivescovo coadiutore di Dublino)
- Silvano Maria Tomasi, C.S. (10 giugno 2003 - 13 febbraio 2016 ritirato)
- Ivan Jurkovič (13 febbraio 2016 - 5 giugno 2021 nominato nunzio apostolico in Canada)
- Fortunatus Nwachukwu (17 dicembre 2021 - 15 marzo 2023 nominato segretario della sezione per la prima evangelizzazione e le nuove Chiese particolari del Dicastero per l'evangelizzazione)
- Ettore Balestrero, dal 21 giugno 2023

## Ufficio delle Nazioni Unite ed istituzioni specializzate a Vienna
La Santa Sede nomina un proprio osservatore presso l'Ufficio delle Nazioni Unite e le istituzioni specializzate a Vienna.

### Cronotassi degli osservatori permanenti
- Giovanni Ceirano (1988 - 21 dicembre 1989 nominato nunzio apostolico in Papua Nuova Guinea)
- Donato Squicciarini (9 gennaio 1990 - 1994 dimesso)
- Mario Zenari (15 giugno 1994 - 12 luglio 1999 nominato nunzio apostolico in Niger)
- Dominique Rézeau (1999 - 2001 dimesso)
- Leo Boccardi (17 marzo 2001 - 16 gennaio 2007 nominato nunzio apostolico in Sudan)
- Michael Wallace Banach (22 gennaio 2007 - 22 febbraio 2013 nominato nunzio apostolico)
- Janusz Urbańczyk (12 gennaio 2015 - 25 gennaio 2024 nominato nunzio apostolico in Zimbabwe)
- Richard Allen Gyhra, dal 1º luglio 2024

## Unione Africana
La Santa Sede e l'Unione Africana intrattengono relazioni bilaterali dal 2003.

### Cronotassi dei rappresentanti speciali
- Ramiro Moliner Inglés (17 gennaio 2004 - 26 luglio 2008 nominato nunzio apostolico in Albania)
- George Panikulam (24 ottobre 2008 - 14 giugno 2014 nominato nunzio apostolico in Uruguay)
- Luigi Bianco (13 ottobre 2014 - 4 febbraio 2019 nominato nunzio apostolico in Uganda)
- Antoine Camilleri (31 ottobre 2019 - 20 maggio 2024 nominato nunzio apostolico a Cuba)

## Unione Europea
La Santa Sede e la Comunità Europea intrattengono relazioni bilaterali dal 1970.

### Cronotassi dei nunzi apostolici
- Igino Eugenio Cardinale (10 novembre 1970 - 24 marzo 1983 deceduto)
- Angelo Pedroni (6 luglio 1983 - 13 giugno 1989 ritirato)
- Giovanni Moretti (15 luglio 1989 - 1994 dimesso)
- Faustino Sainz Muñoz (21 gennaio 1999 - 11 dicembre 2004 nominato nunzio apostolico in Gran Bretagna)
- André Pierre Louis Dupuy (24 febbraio 2005 - 15 dicembre 2011 nominato nunzio apostolico nei Paesi Bassi)
- Alain Paul Charles Lebeaupin (23 giugno 2012 - 16 novembre 2020 ritirato)
- Aldo Giordano (8 maggio 2021 - 2 dicembre 2021 deceduto)
- Noël Treanor (26 novembre 2022 - 11 agosto 2024 deceduto)
- Bernardito Cleopas Auza, dal 22 marzo 2025